# Ivesdale (Illinois)
Ivesdale est un village des comtés de Champaign et Piatt dans l'Illinois, aux États-Unis,. Il est incorporé le 31 août 1874.

## Démographie
Lors du recensement de 2010, le village comptait une population de 267 habitants. Elle est estimée, en 2016, à 265 habitants.

## Source de la traduction
- (en) Cet article est partiellement ou en totalité issu de l’article de Wikipédia en anglais intitulé « Ivesdale, Illinois » (voir la liste des auteurs).